# Idrossitirosolo
L'idrossitirosolo (1-(2-idrossi)etil-3,4-diidrossibenzene) è classificato come composto fitochimico esprimente fortissime proprietà antiossidanti.  L'indice ORAC (Oxygen Radical Absorbance Capacity, ovvero la capacità di assorbimento dell'ossigeno radicalico) per l'idrossitirosolo è pari a 40,000 µmolTE/g, circa dieci volte maggiore rispetto al tè verde e almeno due volte rispetto al CoQ10.
In natura, l'idrossitirosolo si ritrova in alte concentrazioni nell'acqua di vegetazione delle olive e in concentrazioni minori anche nelle foglie di olivo, che è utilizzata per impieghi medicali con proprietà immunostimolanti e antibiotiche. 
Esso è presente anche nell'olio di oliva, nella forma di oleuropeina (il suo estere con l'acido elenolico) e, specialmente dopo degradazione, nella sua forma libera.
L'oleuropeina, assieme all'oleocantale, è responsabile del gusto amaro dell'olio di oliva extra vergine. 
Nella sua forma pura, l'idrossitirosolo è un liquido incolore e inodore. 
Le olive, le foglie e la polpa delle olive contengono quantità molto più elevate di idrossitirosolo rispetto all'olio di oliva, la maggior parte del quale può essere recuperato per produrre estratti di idrossitirosolo.
Uno studio ha dimostrato che una bassa dose di idrossitirosolo nei ratti riduce le conseguenze degli effetti collaterali dello stress ossidativo indotto dal fumo passivo.
Si è dimostrato che l'idrossitirosolo è un inibitore della monoamminoossidasi (MAOI). In particolare, funziona come un potente inibitore della monoamminoossidasi B.
Nel cervello, è metabolizzato ad alcol omovanillico per azione dell'enzima catecolo O-metiltransferasi.
L'idrossitirosolo è anche un metabolita del neurotrasmettitore dopamina.

## Ruolo nella neuroprotezione e neurogenesi
Dati in vivo forniscono evidenza degli effetti neuroprotettivi dell'assunzione orale di idrossitirosolo. Studi effettuati sia in vivo che in vitro hanno identificato i mitocondri quali uno dei bersagli degli effetti protettivi dell'idrossitirosolo nel cervello.
Inoltre, un recente studio sull'effetto del trattamento con idrossitirosolo in vivo nel topo adulto, ha dimostrato che l'idrossitirosolo aumenta il numero di nuovi neuroni del giro dentato dell'ippocampo (una delle due principali nicchie neurogeniche nel cervello che continua a produrre neuroni per tutta la durata della vita) migliorando la loro sopravvivenza senza effetti sulla proliferazione di cellule staminali e progenitrici.  Inoltre, nei topi anziani l'idrossitirosolo aumenta non solo la sopravvivenza di nuovi neuroni e migliora la loro integrazione nei circuiti di memoria, ma aumenta anche fortemente la proliferazione delle cellule staminali e progenitrici e riduce i marcatori dell'invecchiamento come lipofuscina e Iba-1
Pertanto, l'idrossitirosolo è in grado di contrastare l'effetto dell'invecchiamento sulla neurogenesi. L'idrossitirosolo è quindi dotato di capacità pro-neurogeniche, ma, a differenza di molti altri stimoli neurogenici (ad esempio, esercizio fisico, antidepressivi ecc.) ha la capacità unica di attivare le cellule staminali nel topo anziano (vedi peer review).